# Robert F. Kennon
Robert Floyd Kennon Sr. (né le 21 août 1902 et mort le 11 janvier 1988 à Baton Rouge en Louisiane) est un homme politique américain du Parti démocrate qui fut gouverneur de Louisiane du 13 mai 1952 au 8 mai 1956.